# Charles Judson Herrick
Charles Judson Herrick, född 6 oktober 1868, död 29 januari 1960, var en amerikansk neurolog. Han var 1907-1934 professor i neurologi vid University of Chicago. Han invaldes 1918 som ledamot av  National Academy of Sciences och blev 1946 utländsk ledamot av svenska Vetenskapsakademien.